# Джон Бранкато
Джон Бранкато (англ. John Brancato) — американський сценарист, роботи якого включають фільми «Гра», «Термінатор 3: Повстання машин», «Термінатор: Спасіння прийде» і «Сурогати».
Зі своїм партнером Майклом Феррісом познайомився в коледжі, де вони були редакторами «The Harvard Lampoon».

## Фільмографія
- Спостерігачі 2 / Watchers II (1990)
- Кривавий кулак 2 / Bloodfist II (1990) (в титрах не вказані)
- Ненароджена дитина / The Unborn (1991)
- Фатальна жінка / Femme Fatale (1991)
- Операція «До центра Сонця» / Into the Sun (1992)
- Помутніння розуму / Mindwarp (1992)
- Мережа / The Net (1995)
- Гра / The Game (1997)
- Термінатор 3: Повстання машин / Terminator 3: Rise of the Machines (2003) (розділений сюжет; весь сценарій)
- Жінка-кішка / Catwoman (2004) (розділений сюжет; розділений сценарій)
- Первісне зло / Primeval (2007)
- Термінатор: Спасіння прийде / Terminator Salvation (2009)
- Сурогати / Surrogates (2009)

### Телебачення
- Політ чорного ангела / Flight of Black Angel (1991) (телефільм)
- Одружений… та з дітьми / Married… with Children (1991)
- Твій найкращий магазин в окрузі. Частина 1 (сезон 5, Епізод 21)